# Джон Карні
Джон Чарльз Карні-молодший (англ. John Charles Carney Jr.; нар. 20 травня 1956, Вілмінгтон, Делавер) — американський політик, який представляє Демократичну партію. Губернатор штату Делавер (з 17 січня 2017 року).

## Біографія
Закінчив середню школу Святого Марка в Вілмінгтоні 1974 року, 1978 року здобув ступінь бакалавра мистецтв у Дартмутському коледжі, 1987 року — ступінь магістра державного управління в Делаверському університеті. З 1986 до 1989 року працював в апараті сенатора США від Делавера Джозефа Байдена, з 1989 до 1994 року працював в адміністрації округу Нью-Касл (штат Делавер), з 1994 до 1997 року — в адміністрації губернатора Делавера Томаса Карпера. У 1997—2000 роках був фінансовим секретарем штату Делавер.
Колишній віцегубернатор Делавера в адміністрації губернатора Рут Енн Міллер (2001—2009). 2008 року програв Джеку Маркелові праймеріз Демократичної партії за право висунення кандидатури на виборах губернатора, 2010 року переміг на виборах в Палату представників США від об'єднаного виборчого округу штату Делавер. 8 листопада 2016 переміг на губернаторських виборах сенатора штату Делавер республіканця Коліна Боніні.